# Tomiyamichthys tanyspilus
Tomiyamichthys tanyspilus es una especie de peces de la familia de los Gobiidae en el orden de los Perciformes.

## Morfología
Los machos pueden llegar a alcanzar los 5,1 cm de longitud total y las  hembras 4,02.

## Hábitat
Es un pez de Mar y, de clima tropical y demersal que vive hasta los 4  m de profundidad.

## Distribución geográfica
Se encuentran en Indonesia. 

## Observaciones
Es inofensivo para los humanos. 